# Амзача
Амзача (рум. Amzacea) — село у повіті Констанца в Румунії. Адміністративний центр комуни Амзача.
Село розташоване на відстані 190 км на схід від Бухареста, 30 км на південний захід від Констанци.

## Населення
За даними перепису населення 2002 року у селі проживали 1295 осіб.
Національний склад населення села:
| Національність | Кількість осіб | Відсоток |
| -------------- | -------------- | -------- |
| румуни         | 986            | 76,1%    |
| турки          | 188            | 14,5%    |
| татари         | 117            | 9,0%     |

Рідною мовою назвали:
| Мова      | Кількість осіб | Відсоток |
| --------- | -------------- | -------- |
| румунська | 987            | 76,2%    |
| турецька  | 187            | 14,4%    |
| татарська | 117            | 9,0%     |